# Edson da Graça
Edson da Graça (Amsterdam, 2 december 1981) is een Nederlands stand-upcomedian, presentator en acteur. Da Graça is van Kaapverdische afkomst.
Da Graça was eerst werkzaam als docent op het mbo, maar besloot als comedian een andere richting op te gaan. In 2012 presenteerde hij het kinderprogramma Yotta, waarin gezinnen tegen elkaar streden om zo min mogelijk energie te verbruiken in huis. In 2014 was hij eenmalig docent in De Invaller. Datzelfde jaar presenteerde hij op FOX internetfilmpjes in het dagelijkse programma Daily Buzz. Samen met Monica Geuze en Kaj Gorgels presenteerde hij op MTV een soortgelijk programma: Dutch Ridiculousness. In de winter van 2018 / 2019 werd zijn bekendheid groter dankzij deelname aan het televisieprogramma De Slimste Mens. Op 27 augustus 2019 werd bekend dat hij samen met Tim Senders vanaf dat najaar het televisieprogramma Willem Wever ging presenteren. Ze werden daarmee de opvolgers van Tess Milne en Saskia Weerstand.
In 2021 was hij als deelnemer te zien in het RTL 4-programma De Verraders. Het kinderprogramma Gewoon Bloot van Da Graça kreeg in 2021 kritiek, onder andere van SGP-leider Kees van der Staaij. Hij wilde de uitzending van het NTR-programma voorkomen. In de zomer van 2021 viel Da Graça in als radiodj op NPO 3FM voor Sander Hoogendoorn, hij presenteerde het programma Morning glory met sidekicks Roelof de Vries en Noa Vahle. In 2021 vormde hij samen met Donnie een duo als liefdecoaches in het Videoland-programma Celebrity Matchmakers.
Op 27 januari 2022 maakte SOS Kinderdorpen bekend dat Da Graça ambassadeur van hun organisatie is geworden. In maart 2022 werd bekend dat Da Graça plaatsneemt als jurylid in het RTL 4-programma Holland's Got Talent.
In oktober 2022 nam hij het derde seizoen van Heel Holland Bakt Kids over van André van Duin die dit seizoen niet kon presenteren omdat hij het te druk had met andere projecten en dit niet kon combineren met de opnames van dit seizoen.
Sinds 2023 presenteert Da Graça de quiz The Floor bij RTL 4.
Da Graça is in het vijfde seizoen (2023) van het populaire televisieprogramma The Masked Singer derde geworden, hij droeg hierbij het pak van de ijsbeer.
Op 16 oktober 2024 werd bekend dat Da Graça vanaf 2025 de presentatie van Expeditie Robinson op zich neemt samen met Nicolette Kluijver.

## Televisie

### Als presentator / jurylid
| Jaar       | Programma                 | Zender/Omroep   | Rol         |
| ---------- | ------------------------- | --------------- | ----------- |
| 2012       | Yotta                     | VPRO            | Presentator |
| 2014       | Daily Buzz                | FOX             | Presentator |
| 2015       | Dutch Ridiculousness      | MTV             | Presentator |
| 2019-2022  | Willem Wever              | KRO-NCRV        | Presentator |
| 2021       | Gewoon Bloot              | NTR             | Presentator |
| 2021       | Celebrity Matchmakers     | Videoland       | Presentator |
| 2022       | Festival van de Liefde    | KRO-NCRV        | Presentator |
| 2022       | Matched by Mom            | Videoland/RTL 4 | Presentator |
| 2022-2024  | Holland's Got Talent      | RTL 4           | Jurylid     |
| 2022       | Heel Holland Bakt Kids    | Omroep MAX      | Presentator |
| 2023-heden | The Floor                 | RTL 4           | Presentator |
| 2023       | Tough as Nails Nederland  | Veronica        | Presentator |
| 2023       | The Interior Project VIPS | RTL 4           | Presentator |
| 2024       | Upside Down               | Videoland       | Presentator |
| 2025-      | Expeditie Robinson        | RTL 4           | Presentator |
| 2026-      | The Voice of Holland      | RTL 4           | Presentator |

### Overig
| Jaar       | Programma                            | Zender/Omroep | Rol                   |
| ---------- | ------------------------------------ | ------------- | --------------------- |
| 2020       | De gevaarlijkste wegen van de wereld | PowNed        | Deelnemer             |
| 2021       | Beat the Champions                   | RTL 4         | Deelnemer             |
| 2021       | Oh, wat een jaar!                    | RTL 4         | Deelnemer             |
| 2022       | Voor het blok                        | AVROTROS      | Deelnemer             |
| 2022       | De Enige Echte                       | RTL 4         | Panellid              |
| 2023       | DNA Singers                          | RTL 4         | Panellid              |
| 2023       | Make Up Your Mind                    | RTL 4         | Eenmalig gastpanellid |
| 2023       | The Masked Singer                    | RTL 4         | Deelnemer             |
| 2023-heden | Beste Kijkers                        | RTL 4         | Panellid              |
| 2024       | Popquiz Oranje                       | NTR           | Deelnemer             |
| 2024       | 30 seconds                           | SBS6          | Deelnemer             |
| 2024       | Wat een dag!                         | RTL 4         | Deelnemer             |
| 2024       | Pokerface                            | BNNVARA       | Deelnemer             |
| 2024       | Boerderij van Dorst                  | BNNVARA       | Gast                  |
| 2024       | Ons kent Ons                         | RTL 4         | Teamcaptain           |
| 2025       | Dit was het nieuws                   | AVROTROS      | Gast                  |
| 2025       | Het perfecte plaatje in Italië       | RTL 4         | Deelnemer             |
| 2025       | That's my jam                        | Omroep ZWART  | Deelnemer             |